# Van Kooten en De Bie
Van Kooten en De Bie (ook bekend als Koot en Bie) was een cabaretduo dat bestond uit Kees van Kooten en Wim de Bie. Het duo is vooral bekend geworden door hun satirische televisieprogramma's.

## Samenwerking
Dit duo werkte al jaren samen voor de VARA, voor ze bij de VPRO gingen werken: eerst bij de radio (onder andere als De Klisjeemannetjes, 1963) en later bij de televisie. Ze werkten van 1969 tot 1972 mee aan het tv-programma Hadimassa. Van 1972 tot 1974 aan het VPRO-tv-programma Het Gat van Nederland. In 1974 begonnen ze met het Simplisties Verbond, waarvan de mattenklopper het symbool werd. In 1980 veranderden ze de titel van hun programma in Koot en Bie, als persiflage op en in navolging van Gerard van het Reve, die zijn naam modieus gecomprimeerd had tot "Reve", om deze een jaar later alweer te veranderen in Van Kooten en De Bie. Van 1988-1998 verzorgden ze in het winterseizoen een uitzending op de zondagavond, onder de noemer Keek op de week en daarna achtereenvolgens de titel "Krasse Knarren", "In bed met Van Kooten en De Bie", "Deksel van de Desk" en tot slot weer "Van Kooten en De Bie". Toch bleef een groot deel van het publiek het programma Koot en Bie noemen.

### Kindertelevisie
In een avondvullende uitzending van het Simplisties Verbond op 23 december  1976 schreven en speelden Van Kooten en De Bie het toneelstuk voor kinderen "Rubovia" met tuinman Harkema (Kees van Kooten) en baron Tot in de Puntjes (Wim de Bie). 
Op 28 april 1977 kwam er een vervolg met de kleuterthriller "De Nieuwe Koning" van 41 minuten wederom met Harkema en Tot in de Puntjes met medewerking van Hetty Blok als koningin Gerda, Rijk de Gooyer als commissaris de Klopper en Carol van Herwijnen als jonkheer Zilverling. De Koning is overleden en de Koningin is op zoek naar een nieuwe koning en belast Harkema met het bouwen van een doolhof om de kandidaten te testen.

### Vast team
In al die jaren, een periode van bijna 25 jaar, vanaf Het Simplisties Verbond (1974/1975) tot aan 1998 werden de programma's voor de VPRO door een bijna onwrikbaar vast team gemaakt. Naast het duo Van Kooten en De Bie zelf, bestond het team uit: -de voortijdig overleden- Roel Bazen (geluidsman), Paul van den Bos (cameraman), Arjen van der Grijn (grimeur), Maud Keus (producer) en Ot Louw (editor).

### Ten slotte
Na jarenlange samenwerking werd Van Kooten het drukke televisiewerk moe, en op 22 maart 1998 was de laatste reguliere uitzending van dit duo. Daarna waren ze echter soms nog wel op tv te zien, zoals in 2003 met het VPRO-programma Terugkeek van Van Kooten en De Bie dat op 16 november van dat jaar werd uitgezonden: een anderhalf uur lange compilatie van de kijkers. Ook maakten ze in 2003 een twee uur lange Witte doek terugkeek, waarin ze nog meer hoogtepunten naar eigen selectie lieten zien. In 2005 namen ze nieuwe sketches op voor de bonus-cd van de Koot & Bie Audiotheek.
In 2007 was er een tentoonstelling over Van Kooten en De Bie in het Nederlands Instituut voor Beeld en Geluid in Hilversum. Vanaf 2007 stelden Van Kooten en De Bie ieder jaar een compilatie-uitzending samen die tijdens de Boekenweek werd uitgezonden.
In februari 2012 verscheen bij de VPRO op de televisie het drieluik Van Kooten en De Bie sloegen weer toe. Hierin werd met beide aan de hand van fragmenten, waaronder nooit eerder uitgezonden fragmenten, teruggeblikt. Omdat Van Kooten en De Bie in het verleden vrijwel nooit een interview gaven werd voor het eerst een blik achter de schermen gegund. Ook kwam in dit drieluik naar voren dat Van Kooten van mening was dat ze te lang waren doorgegaan en hij de laatste jaren fysiek de wekelijkse druk steeds moeilijker aankon.
Van maart 2014 tot 2015 waren Van Kooten en De Bie weer wekelijks op tv te zien. De digitale tv-zender NostalgieNet zond iedere zondagavond het programma Nostalgie met Koot en Bie uit. Het programma toonde niet alleen de bekende opnames van het duo, maar vulde dit aan met een aantal niet eerder vertoonde sketches.
Wim de Bie overleed op 27 maart 2023 op 83-jarige leeftijd; hij had al een tijd de ziekte van Parkinson.

## Invloed

### Invloed op de Nederlandse taal
Door velen wordt het duo als ware taalkunstenaars beschouwd. Ze hebben door hun creativiteit de woordenschat van de Nederlandse taal verrijkt met diverse (al dan niet door henzelf bedachte) neologismen, zoals doemdenken, regelneef, positivo, en oudere jongere. Zie ook de lijst van neologismen van Van Kooten en De Bie.

### Typologisch Nederland
Van Kooten en De Bie persifleerden in hun programma vaak bekende, typische Nederlanders. Vaak zelfverzonnen, bijvoorbeeld de 'vrije jongens' Jacobse en Van Es, maar werden ook geïnspireerd door bestaande bekende Nederlanders en daarvan afgeleide typetjes (bijvoorbeeld Aad van der Naad die was geïnspireerd op Jaap van de Scheur). Met name Van Kooten persifleerde ook bestaande personen (milieuminister Hans Alders, burgemeester Ed van Thijn van de gemeente Amsterdam, minister Wim Deetman en PvdA-fractievoorzitter Thijs Wöltgens), maar ook De Bie soms zoals Martin Šimek, Henk van der Meijden en Chriet Titulaer (wondere bovenwereld). Van Kooten en De Bie werden hierbij geholpen door hun vaste grimeur Arjen van der Grijn.
Wanneer Van Kooten en De Bie een duo van typetjes creëerden, speelde Van Kooten vaak de intelligentere helft van het duo (onder anderen F. Jacobse, wethouder Hekking, Arie Temmes en Koos Koets) en De Bie de meer naïeve partner (respectievelijk Tedje van Es, burgemeester Van der Vaart, Gé Temmes en Robbie Kerkhof). Moest er een vrouw worden gespeeld dan was dat meestal De Bie maar niet altijd (zoals bij Frank en Carla van Putten). Ook kwam het voor dat ze beiden een vrouw speelden (zoals Jet en Koosje Veenendaal). Sommige typetjes hadden sterke gelijkenis (zoals Ralph Ternauw en Ed van Thijn en Thea Ternauw en een bonbonverkoopster in een sketch met De vieze man).
Naast de televisie kwamen ook op de elpees typetjes voor die weer niet op de televisie te zien waren zoals op de elpee Mooie Meneren.
Wanneer Van Kooten en De Bie in hun programma's zichzelf speelden (hetgeen zij ook zeer vaak deden) was de rolverdeling echter vaak omgekeerd. In de eerste jaren van het Simplisties Verbond was Bie de nuchtere, opvliegende idealist en was Koot een onhandige, kinderlijke figuur. In feite waren dit ook nog typetjes. Begin jaren 80 werden de rollen van Koot en Bie meer losgelaten en speelden beide komieken meer daadwerkelijk zichzelf, hoewel de verhoudingen op het scherm ongeveer hetzelfde bleven.

### Bekende typetjes van Van Kooten en De Bie
- De gebroeders Gé en Arie Temmes: twee AOW'ers die zich over kleinigheidjes opwinden, waarbij Arie ook vaak op Gé moppert.
- F. Jacobse en Tedje van Es: twee 'vrije jongens' die zich vooral bezighouden met zwartwerk en kleine criminaliteit; tevens oprichters van de Tegenpartij.
- Mehmet Pamuk: een Turkse gastarbeider die dolgraag wil integreren en archaïsch, ambtelijk Nederlands spreekt. Zijn groenteman Henk Blok heeft echter juist onder meer een cursus Turks gevolgd om zijn klanten beter te woord te kunnen staan. De groenteman richtte zich echter telkens in krom kinderlijk taalgebruik tot Pamuk in de hoop duidelijk te zijn.
- Burgemeester Hans van der Vaart van de gemeente Juinen en zijn wethouder Tjolk Hekking.
- Familie Van der Laak: kritisch AVRO-lid Cor van der Laak (een bemoeizuchtig en opvliegend burgermannetje) en zijn vrouw Cock en zoon Ab (wereldkampioen boter-kaas-en-eieren).
- Walter de Rochebrune: voormalig mijnbouwkundig ingenieur die na de sluiting der Limburgse mijnen als kluizenaar in het tuinhuisje van zijn moeder woont en daar filosofeert (komt later terug in het boek Schoftentuig van Wim de Bie).
- De vieze man: een perverse landloper die dol is op seksuele insinuaties.
- Prof.dr.ir. P. Akkermans: een man die beweert dat zijn naam voor vrijwel elke belangrijke vacature circuleert. ("Ik bén genoemd.")
- Aad van der Naad: voormalig vakbondsleider, die vaak de politiek bespreekt, terwijl hij daarbij vrijwel altijd shag rolt. (Persiflage op ABVA-KABO-voorzitter Jaap van de Scheur.)
- Parlementair verslaggever Louc Hobbema: clichématige presentator die in een lowbudgetstudio (bij hem in huis) het politiek nieuws bespreekt in het item "Kijk op het Rijk".
- Parlementair verslaggever Karel Timofeeff (geen familie van weerman Peter Timofeeff) die in het item "Graag naar Den Haag" het politiek nieuws bespreekt met een Haags accent.
- Dr. Remco Clavan: Oost-Europadeskundige die in feite slechts herhaalt wat hem wordt gevraagd en weinig nieuws te vertellen heeft.
- Koos Koets en Robbie Kerkhof: de oudere jongeren die de Stichting Morekop oprichten.
- De zusjes Jet en Koosje Veenendaal: twee Gooische dames die over allerlei zaken kibbelen, waarbij Koosje vaak wel gelijk heeft, maar dit nooit krijgt van haar zus.
- Moeder en zoon Carla en Frank van Putten: gefrustreerde nestblijver Frank wordt continu betutteld door zijn moeder, terwijl hij in verloren momenten opgaat in seksuele fantasieën. ("Daar ben ik voor behandeld" en "Ik wil een lekkere del van een meid om mee te rollebollen, maar ik heb geen lekkere del van een meid om mee te rollebollen, ik heb alleen mijn moeder")
- Ralph en Thea Ternauw: echtpaar bestaande uit de verwaande mooiweerprater Ralph, en zijn in stilte opstandige vrouw Thea.
- Otto den Beste: een oud-leraar Duits, die op straat allerlei tirades afsteekt en steevast Duitse schrijvers zoals Goethe citeert.
- Vogel & De Mik: twee kantoormannen, maar nooit geheel in dezelfde functies.
- De wortelneef, de speelneef, de geilneef, de bouwneef, de regelneef en de huisneef.
- De Klisjeemannetjes: twee mannen met een Haags accent die aan het biljart in clichématig taalgebruik gesprekken voeren.
- Robert van Effen: zenuwachtige excentrieke figuur, het meest bekend als allesvrezer, maar verscheen onder andere ook als uitpakmaniak en allesontvanger.
- Sjon: een voetbalvandaal van een derderangsclub, gekleed in joggingpak, die vindt dat hij als "alleenstaande vandaal" niet gelijk behandeld wordt met de groepsvandalen.
- De Positivoos: twee relizangers met politiek incorrecte liedjes, die vooral uit zijn op commercieel succes.
- Reporters Harry F. Kriele en Bulle van Berkel: Van Berkel werd vooral gekenmerkt door zijn stereotiepe lange jas, terwijl de reportages van Kriele vrijwel altijd een fiasco waren.
- Berendien uut Wisp: kruidenvrouw die in Keek op de week een eigen item kreeg, tot grote ergernis van idealist Wim de Bie. Dit was een parodie op Klazien uit Zalk, die in die periode ook vaak op televisie te zien was.
- Dirk: een corpulente, alcoholistische zwerver, die commentaar op het nieuws geeft en vrijwel altijd ruzie zoekt met De Bie, terwijl hij met Van Kooten juist een pilsje wilde drinken.
- Prof.dr. E.I. Kipping (of drs. E.I. Kipping): neerlandicus die op zeer ingewikkelde manieren taalfouten en -regels tracht te verduidelijken.
- Bert en Dien Meibos: echtpaar en vroegere leden van de Gerrit Braks-fanclub. Nadat deze uit de politiek was gestapt werden ze fan van achtereenvolgens Koos Alberts, Frans Bauer, Paul de Leeuw en de Spice Girls. Omdat Dien, die dominant en schreeuwerig is waarbij ze de mompelende Bert voortdurend overstemt, ze hier te oud voor vond, werden ze weer fan van the Everly Brothers, net als bij hun trouwen.
- Cornelis en Catalijne Pronk, een echtpaar dat een kind uit Afrika had geadopteerd, maar het nog nooit in het echt gezien hadden. Cornelis gaf zijn vrouw geregeld een corrigerende tik.
- H.J. Bussink: oud-verzetsman en fanatiek monarchist, die zich vaak over kleine dingen erg boos maakt.
- Lex: kwiskandidaat in de quiz Kiek op de week, met een fotografisch geheugen.
- Meneer Foppe: schuchtere en timide man; de eeuwige pineut in de sketches, werd in boeken van Wim de Bie een soort alter-ego.
- Mémien Holboog: psycholoog en ethica die vaak interviews met bijzondere mensen houdt in de rubriek Weekspreek, met als slogan Mémiem Holboog ontmoet.
- E. Oosting: een pijprokende organisatie-deskundige die vaak ingewikkeld doet over kleine onbelangrijke kwesties.[5]
- Diana Charité: een zwaar opgemaakte, wat oudere dame met een doorrookte stem en een uitgesproken mening.
- Just van Bavel: heeft een talkshow met de naam Juist Just van Bavel.
- Zuster Laetitia: een non die een oproep deed aan mede-religieuzen om een eind te maken aan de machocultuur in de kerk.
- Een bekend gasttypetje was dat van Wim Kan als ambtenaar Van Puthoven afkomstig van het ministerie WVC. Dit typetje keerde terug in de oudejaarsconferentie van Wim Kan in 1982.[6]
- Vogel en De Mik. Kantoorperikelen, baas bovenbaas. Met als dieptepunt dat De Mik Vogel's Fiat500 (boos) gaat wassen.
- J.H.M.B.J.Beilema: Thuiswerker anno 1986 en R.J. Caton kantoorklerk die de brieven van Beilema op kantoor voor hem uitprint dat niet geheel goed gaat.[7]
- Eberhard Strinsen. Weldoener gebaseerd op Eckart Wintzen.[8]

Dit is slechts een bloemlezing, er waren er nog veel meer.

## Radio en televisie

### VARA
- 1964: Uitlaat, met onder andere 'De Klisjeemannetjes' (radio)
- 1964: Twee in een jeep (radio)
- 1969-1972: Hadimassa

### Teleac
- 1972: Cursus Esperanto

### VPRO
- 1972-1974: Het Gat van Nederland
- 1974-1979: Simplisties Verbond (VPRO televisie)
- 1979-1980: Op hun pik getrapt
- 1980-1981: Koot en Bie
- 1981-1982: Van Kooten en De Bie
- 1982-1983: Juinen
- 1983: Een Gebaar (benefietvoorstelling voor Amnesty International) op 16 en 17 mei 1983 in theater Carré.[9])
- 1983-1984: Kreateam
- 1984-1988: Van Kooten en De Bie
- 1988-1993: Keek op de week
- 1993-1994: Krasse Knarren
- 1994-1995: In Bed Met
- 1995-1996: Deksel van de Desk
- 1996-1998: Van Kooten en De Bie

#### Boekenweekuitzendingen
- 1988: Koot & Bie bijna uit elkaar (herhaald in 2012), uitzending n.a.v. Boekenweekthema Vriendschap en andere ongemakken
- 2007: Schertz, Zatire en Yronie, compilatie-uitzending t.g.v. Boekenweek met als thema Lof der Zotheid - Scherts, Satire en Ironie
- 2008: Van Oude Jongens Krentenbrood, compilatie-uitzending Boekenweekthema Van oude menschen... - De derde leeftijd en de letteren
- 2009: Tjielp Tjielp, compilatie-uitzending Boekenweekthema Tjielp Tjielp - De literaire zoo
- 2010: Forever Young, compilatie-uitzending De Tegenpartij, Boekenweekthema Jong zijn: het kind, de jeugd, de jongere (Naar aanleiding van de gemeenteraadsverkiezingen werd de reeds samengestelde uitzending vervangen door een compilatie van De Tegenpartij[10])
- 2011: Koekkulloerem invité, compilatie-uitzending t.g.v. Boekenweekthema Curriculum Vitae - geschreven portretten
- 2012: Koot & Bie bijna uit elkaar (herhaling, oorspronkelijk uit 1988)
- 2013: Wo ist der Bahnhof (oorspronkelijke, lange versie uit 1985)
- 2014: Van Kooten en De Bie reisden de pan uit, compilatie-uitzending t.g.v. Boekenweekthema Reizen
- 2015: De Waanzin van Van Kooten en De Bie, compilatie-uitzending t.g.v. Boekenweekthema Waanzin
- 2016: Was Von Kooten und Der Bie noch zu sagen hätten, compilatie-uitzending t.g.v. Boekenweekthema Duitsland
- 2017: Koot en Bie Zetten de Pruimen op Sap, compilatie-uitzending t.g.v. het Boekenweekthema Verboden Vruchten
- 2018: Van Kooten en De Bie snappen geen bal van de natuur, compilatie-uitzending t.g.v. het Boekenweekthema Natuur
- 2019: Van Kooten en De Bie's moeders de vrouwen, compilatie-uitzending t.g.v. het Boekenweekthema De moeder de vrouw
- 2020: Rebellie bij Van Kooten en De Bie, compilatie-uitzending t.g.v. het Boekenweekthema Rebellen en dwarsdenkers
- 2021: De bocht van Van Kooten en de stok van De Bie, compilatie-uitzending t.g.v. het Boekenweekthema Tweestrijd

### Documentaires
- 2012: Van Kooten en De Bie sloegen weer toe, drieluik over Van Kooten en De Bie door Coen Verbraak, Nederland 2, op drie zondagenavonden vanaf 20.30 uur vanaf 5 februari[11]
- Eind 2024 en begin 2025: Van Kooten en De Bie: Vijftig jaar Simplisties Verbond, een compilatie met hoogtepunten van het duo (november '24, NPO3). Later nog gevolgd door Toen werd nu, een tiendelige serie op dezelfde zender.[12]

### Film
- 1983: Vroeger kon je lachen (rol Van Kooten)
- 1991: Oh Boy! (rol Van Kooten)

### Overig
- Eind 2024 en begin 2025: de pop-up presentatie 50 jaar Simplisties Verbond in het Nederlands Instituut voor Beeld en Geluid[13]

### Bestseller 60
| Boeken met noteringen in de Nederlandse Bestseller 60 | Jaar van verschijnen | Datum van binnenkomst | Hoogste positie | Aantal weken | Opmerkingen |
| ----------------------------------------------------- | -------------------- | --------------------- | --------------- | ------------ | ----------- |
| Ons kent ons                                          | 1993                 | 05-04-2023            | 48              | 1            |             |

## Achtergrondmuziek
- In verschillende programma's en sketches van Van Kooten en De Bie zijn verschillende achtergrondnummers gebruikt als achtergrondmuziek.

| Uitvoerder (muziekschrijver) | Titel                       | Gebruikt in/bij                                  |
| ---------------------------- | --------------------------- | ------------------------------------------------ |
| Chic                         | Chic Cheer                  | sketch: Jacobse en Van Es                        |
| James Last                   | Night Drive                 | sketch: soms bij Jacobse en Van Es               |
| Barry White                  | Love's Theme                | sketch: De geilneef                              |
| Maurice Ravel                | Daphnis et Chloé Suite No.2 | sketch: Volkstuinbelasting (begin van de sketch) |
| Penguin Cafe Orchestra       | Bean Fields                 | sketch: Berendien uut Wisp                       |

## Discografie

### Singles
- 1966: Wat is mijn bal nou?, B-kant: Lekker legbad (OMEGA 35 777)
- 1967: Twee glazen zekerheid (sketch van De Clicheemannetjes) (NILLMIJ 113 077F)
- 1969: Lonely street, B-kant: Voorbij
- 1969: Sire, o sire
- 1969: Dat is de blues, B-kant: Kom bij me terug
- 1971: Kodak, conference van Kees van Kooten en Wim de Bie
- 1975: Zoek jezelf (de eerste single van het Simplisties Verbond), B-Kant: Oh lord en I'll catch your cold
- 1975: Stoont als een garnaal (de tweede single van het Simplisties Verbond), B-kant: Verbondshymne
- 1976: Rozen, rumbonen en rode wijn, B-kant: The lesson (sketch)
- 1976: De nee-reggae, B-kant: I wanna fuck you
- 1981: Gouden doden: de nagelaten tapes van Jacobse en Van Es (maxisingle waarop te horen is hoe de top van de Tegenpartij te werk zou zijn gegaan als hun partij niet opgeheven zou zijn)
- 1984: Balle in me buik (de Vieze Man), B-kant: Ouwe lullen moeten weg

### Albums
- 1967: De Clicheemannetjes; tien gesprekken aan het biljart
- 1968: De wereld van de Klisjeemannetjes
- 1970: Hadimassa zingt voor jou
- 1975: De eerste langspeelplaat van het Simplisties Verbond (Hierop staat communicatie centraal)
- 1976: De tweede langspeelplaat van het Simplisties Verbond (De inhoud is één lange fictieve radio-uitzending)
- 1977: Hengstenbal (Plaat waarop aangetoond wordt hoe de man heden ten dage is)
- 1980: Op hun pik getrapt (Panel-discussie over agressie die eindigt met propaganda en het lied van de Tegenpartij en onder meer een persiflage op de discorage met het nummer Doomed to disco)
- 1982: Mooie meneren (Hier onder meer een vader die bij de Videokeizer voor een kinderpartijtje uiteindelijk harde porno huurt en een tandarts die in een duur hotel wat wil eten en alleen een Nuts uit een snoepautomaat kan trekken die dan nog defect is ook)
- 1984: Draaikonten (Kant A bevat de Van Kooten & De Bie verhoren, een persiflage op de RSV-enquête. Op kant B een potpourri der Nederlandse liederen)
- 1987: Van Kooten & De Bie willen niet dood
- 1988: Het lachste van Van Kooten & De Bie (verzamelalbum)

In 2005 werd de Koot & Bie Audiotheek uitgebracht: een cd-box met 11 cd's, namelijk alle albums behalve Hadimassa zingt voor jou en Het lachste van. De single Wat is mijn bal nou? werd in deze vernieuwde uitvoering ook opgenomen als twee bonusnummers bij het eerste album. Tevens werd er een speciale nieuwe cd voor opgenomen: De Typeplanner. Op deze "demonstrantie-cd" laat ambulant reprentant Harry van Klingelen ons horen welke typetjes van Van Kooten en De Bie te selecteren zijn voor zijn nieuwe routeplanner-systeem De Typeplanner.

### Video/dvd
- 1980: Vier vuisten op één buik (Video met sketches van Jacobse & Van Es; de meeste sketches hiervan verschenen later op Ons kijkt ons 4)
- 1984: Vieze mannen (Video met sketches van de Vieze Man en Walter de Rochebrune)
- Ons kijkt ons 1: Het wel en wee van Arie en Gé (De gebroeders Temmes; video uit 1996, dvd uit 2002)
- Ons kijkt ons 2: Alles goed? (Het lachwekkendste der jaren negentig; video uit 1996, dvd uit 2003)
- Ons kijkt ons 3: Stichting Morekop (en andere verhalen) (Enkele lange "televisiefilms"; video uit 1997, dvd uit 2003)
- Ons kijkt ons 4: Samen voor ons eigen (Jacobse & Van Es; video uit 1997, dvd uit 2002)
- Ons kijkt ons 5: Van Geilneef tot Naaimachine (Klassieke langere sketches over onder andere de Neven; bonus "De Nieuwe Koning"; video uit 1998, dvd uit 2003)
- Ons kijkt ons 6: Van die dingen ja, van die dingen (Cor, Ab en Cock van der Laak; video uit 2001, dvd uit 2003)
- Ons kijkt ons 7: De Vieze Man en veel nettere Nederlanders (De beste sketches van de Vieze Man en daarnaast nog een heleboel nettere mensen; video en dvd uit 2001)
- Ons kijkt ons 8: Retourtje Juinen (De gebeurtenissen uit Juinen en Ter Weksel; video en dvd uit 2002)
- Ons kijkt ons 9: Terugkeek op de week (Meer dan 4 uur hoogtepunten uit Keek op de week; video en dvd uit 2002)
- Ons kijkt ons 10: Het Simplisties Verbond (Scènes uit de begintijd van het Simplisties Verbond; video en dvd uit 2003)
- Ons zingt ons (Liedjes uit hun dertigjarige samenwerking op de televisie; video en dvd uit 2003)
- Themaschijf 1: Schertz, Zatire en Yronie (Over Boeken Schrijvers en Taal; dvd uit 2007)
- Themaschijf 2: Puur Vieziek (Herontdekte lustobjecten; dvd uit 2007)
- Themaschijf 3: Ouwe Lullen en Krasse Knarren (Tijdloos ouderwets; dvd uit 2008)
- Themaschijf 4: Dames heren ook! (Verenigingen, cursussen, acties en therapieën; dvd uit 2008)
- Themaschijf 5: Dit was de media's (De ridicule evolutie van het medialandschap; dvd uit 2009)
- Themaschijf 6: De hele teringzooi van De Tegenpartij (dvd uit 2010)
- De Komicanon (Kijkers kozen komische knallers; dvd uit 2010)

De dvd's van de Ons kijkt ons-reeks en Ons zingt ons werden in 2003 ook samen uitgebracht in een Verbondsbox.
| Dvd's met hitnoteringen in de Nederlandse Music Top 30 | Datum van verschijnen | Datum van binnenkomst | Hoogste positie | Aantal weken | Opmerkingen |
| ------------------------------------------------------ | --------------------- | --------------------- | --------------- | ------------ | ----------- |
| Van die dingen ja, van die dingen!                     | 2003                  | 04-10-2003            | 25              | 1            |             |

### NPO Radio 2 Top 2000
| Nummer met noteringen in de NPO Radio 2 Top 2000 | '99 | '00 | '01  | '02  | '03  | '04  | '05  | '06  | '07  | '08  | '09  | '10  | '11  | '12  | '13  |
| ------------------------------------------------ | --- | --- | ---- | ---- | ---- | ---- | ---- | ---- | ---- | ---- | ---- | ---- | ---- | ---- | ---- |
| Zoek jezelf                                      | 812 | -   | 1193 | 1736 | 1504 | 1475 | 1413 | 1452 | 1809 | 1547 | 1735 | 1892 | 1903 | 1469 | 1628 |

1. ↑  Een '-' betekent dat het nummer niet was genoteerd en een vetgedrukt getal geeft de hoogste notering aan.
2. ↑  Deze tabel is bijgewerkt tot en met de meest recente editie (2024).

## Prijzen
- 1974: Zilveren Nipkowschijf
- 1977: Zilveren Nipkowschijf en Edison (voor De Tweede Langspeelplaat van het Simplisties Verbond)
- 1978: Edison voor Hengstenbal
- 1985: Ere-Zilveren Nipkowschijf en Edison (voor Draaikonten)
- 1998: De Gouden Beeld Carrière Award
- 2006: Edison
- 2007: Erelidmaatschap van het Genootschap Onze Taal

## Trivia

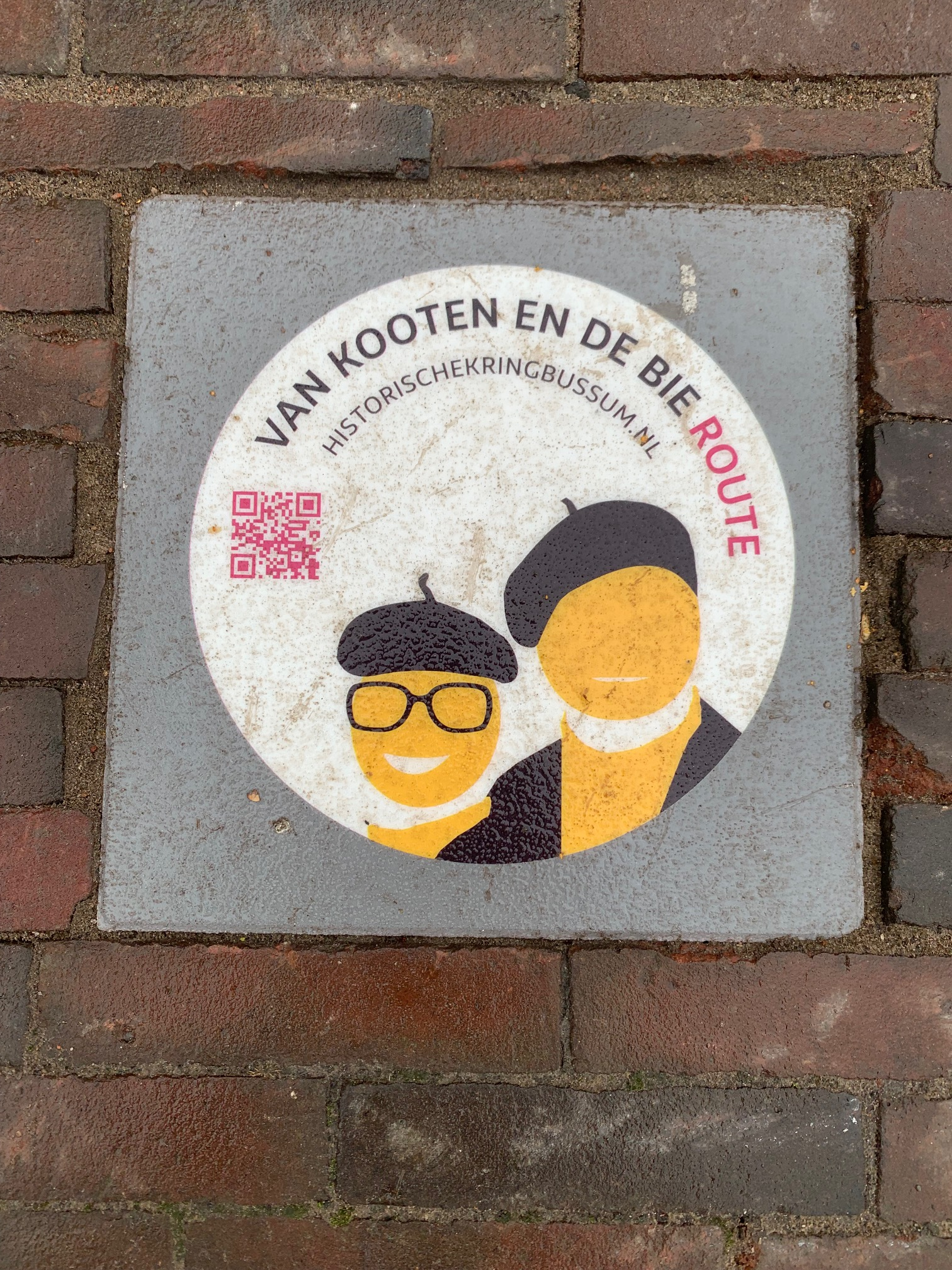
Info tegel van Kooten en de Bie route

- Koning Willem-Alexander is een liefhebber van het duo. In 1985 zei hij tegen schrijfster Renate Rubinstein dat hij hen "fantastisch" vond en alle bandjes had. Tijdens zijn bezoek aan Zwolle op Koningsdag 2016 haalde hij in zijn slotwoord een citaat van beide heren aan: "Zwolle zonder dolle, is een einde stad".[15] In het interview ter gelegenheid van zijn 50e verjaardag (met Wilfried de Jong, uitgezonden op 26 april 2017, NOS en RTL) onthulde de koning dat televisie voor hem en zijn broers verboden was tot hij 14 jaar oud was. Daarna waren de broers verknocht aan de uitzendingen van Van Kooten en De Bie, waarbij vooral de Haagse sketches een tegenwicht vormden voor hun Baarnse opvoeding. Opgemerkt werd ook dat de koning opgroeide in een 'progressief milieu in de jaren 70 en 80'.[16]
- In september 2024 is er een wandelroute in Bussum en Naarden opgezet.[17] Op verschillende locaties langs deze route werden vroeger TV-opnames gedaan met velerlei typetjes die uitgebeeld werden in de fictieve gemeente Juinen in het programma Keek op de Week van Van Kooten en De Bie. De wandelroute is een initiatief van de Historische Kring Bussum, de redactie van het huis-aan-huisblad Spiegelschrift en de gemeente Gooise Meren.[18]